# And Their Name Was Treason
And Their Name Was Treason — дебютный студийный альбом американской рок-группы A Day to Remember, выпущенный 10 мая 2005 года на лейбле Indianola Records.

## Об альбоме
Эмокор-группа A Day To Remember была основана в 2003 году во Флориде. После выхода изданного самостоятельно мини-альбома коллективом заинтересовался лейбл Indianola Records и в 2005 году подписал A Day To Remember вместе с ещё одной хардкор-группой Caldwell.
Дебютный полноформатный альбом группы был записан в течение нескольких дней. Пластинка была выдержана в популярном стиле эмокор, сочетая тяжёлые куплеты и мелодичные припевы. По мнению Эдуардо Ривадавия, оценившего пластинку на две с половиной звезды из пяти, альбом вышел избитым и банальным, «не лучше и не хуже, чем тысяча эмокор-альбомов, вышедших за последние двенадцать месяцев».
Для продвижения альбома группа гастролировала в Соединённых Штатах. Альбом был продан тиражом более 10 000 экземпляров.
And Their Name Was Treason стал единственным релизом группы на лейбле Indianola. В 2007 году группа подписала контракт с Victory Records. По словам вокалиста Джереми Маккиннона, Indianola был небольшим лейблом, не позволяющим группе расти, в то время как Victory Records обладал возможностями для дальнейшего продвижения.
Переизданная версия альбома под названием Old Record была выпущена в октябре 2008 года лейблом Victory Records. Позднее участники группы рассказали, что были вынуждены перезаписать альбом по просьбе владельца лейбла Тони Бруммеля. Переиздание попало на 16-е место в Heatseekers Album Chart в США.

## Список композиций
Все песни написаны A Day to Remember.
| №                   | Название                                            | Длительность |
| ------------------- | --------------------------------------------------- | ------------ |
| 1.                  | «Intro»                                             | 0:42         |
| 2.                  | «Heartless»                                         | 2:46         |
| 3.                  | «Your Way with Words Is Through Silence»            | 3:54         |
| 4.                  | «A Second Glance»                                   | 2:53         |
| 5.                  | «Casablanca Sucked Anyways»                         | 2:57         |
| 6.                  | «You Should Have Killed Me When You Had the Chance» | 3:34         |
| 7.                  | «If Looks Could Kill»                               | 3:18         |
| 8.                  | «You Had Me at Hello»                               | 4:29         |
| 9.                  | «1958»                                              | 4:29         |
| 10.                 | «Sound the Alarm»                                   | 1:49         |
| Общая длительность: | Общая длительность:                                 | 30:51        |

| №   | Название                                   | Длительность |
| --- | ------------------------------------------ | ------------ |
| 1.  | «Intro '05»                                | 0:35         |
| 2.  | «Heart Less»                               | 2:53         |
| 3.  | «A 2nd Glance»                             | 2:54         |
| 4.  | «Nineteen Fifty Eight»                     | 4:38         |
| 5.  | «If Looks Could Kill...»                   | 3:18         |
| 6.  | «U Had Me @ Hello»                         | 4:35         |
| 7.  | «Casablanca Sucked Anyways.»               | 2:57         |
| 8.  | «U Should Killed Me When U Had the Chance» | 3:34         |
| 9.  | «Your Way with Words Is Through Silence!»  | 3:55         |
| 10. | «Sound the Alarm V.2.0»                    | 1:49         |

## Участники записи
| A Day to Remember - Бобби Скраггз — ударные - Джереми Маккиннон — вокал - Джошуа Вудэрд — бас-гитара - Нил Вестфолл — ритм-гитара - Том Дэнни — соло-гитара | Производство - Эндрю Уэйд — инженер, продюсер, микширование и мастеринг - Калеб из Bootcore Granfix — дизайн | Производство Old Record - Эндрю Уэйд — инженер, продюсер, микширование и мастеринг - Майк Хардкор — иллюстрация - Марианна Харрис — фотография - Doublej — дизайн |

## Чарты
| Чарт (2008)                  | Высшая позиция |       |
| ---------------------------- | -------------- | ----- |
| U.S. Heatseekers Album Chart | 16             | [ 8 ] |